# Kanton Bourges-4
Bourges-4 is een kanton van het Franse departement Cher. Het kanton maakt deel uit van het arrondissement Bourges.
Het kanton omvat uitsluitend een deel van de gemeente Bourges.
Bij de herindeling van de kantons bij decreet van 21 februari 2014 met uitwerking op 22 maart 2015 werd de indeling in kantons van Bourges gewijzigd. Het Kanton Bourges-4 omvat sindsdien een zuidoostelijk deel van deze gemeente.